# Derecho internacional humanitario durante la guerra del Pacífico

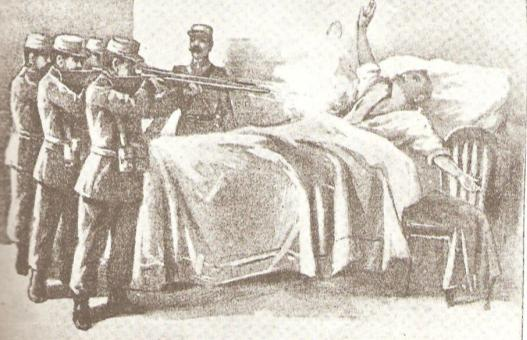
Representación del fusilamiento de Leoncio Prado Gutiérrez por soldados chilenos tras la Batalla de Huamachuco. Para ambos países es un héroe, pero según Chile, Prado había violado el artículo 6 de la Convención de Ginebra al retomar las armas a pesar de prometer lo contrario.

El derecho internacional humanitario durante la guerra del Pacífico fueron las leyes y costumbres de la guerra como fueron conocidas y ratificadas en los tiempos en que ocurrió el conflicto. Aunque todavía incipiente, existió durante el conflicto un marco legal internacional que limitaba los derechos de los ejércitos y garantizaba a los civiles sus vidas y bienes mientras no se interpusieran a la necesidad militar.
Gonzalo Bulnes lo expresa así en 1919:: 24–25 

En aquel tiempo la teoría legal de la guerra, era que se hacía de gobierno a gobierno, por medio de los ejércitos; no de Nación a Nación. Por consiguiente la bandera neutral protejía la mercadería del ciudadano del país enemigo, i con mayor razón se sustraía de sus horrores el civil que no vestía uniforme ni llevaba armas. El ejército amparaba a ese civil en forma amplia i absoluta, pero exijía que no se prevaliera de su inmunidad para hacerle fuego a escondidas, o para retribuir con una agresión la protección que le dispensaba. Desde que procedía así quedaba privado de garantías. El montonero vestido de paisano i tomado en combate con las armas en la mano, era considerado i tratado como criminal. Esta era la regla adoptada por el ejército del Norte en la guerra de secesión de los Estados Unidos la cual se incorporó en el derecho Internacional vijente entonces, i se aplicó por ambos lados en la guerra de 1870.

## Antecedentes

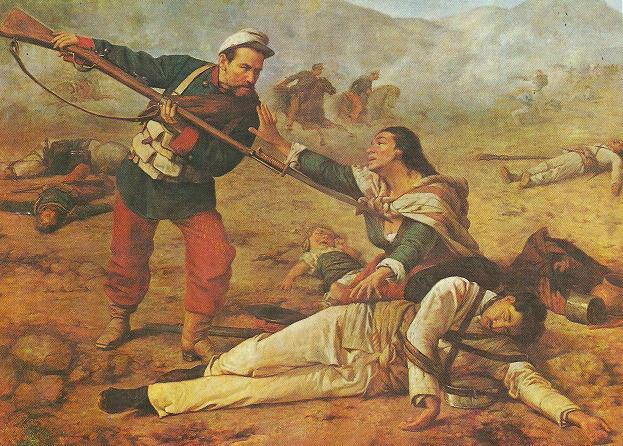
Óleo El repase, creado en 1888 por el pintor español Ramón Muñiz representa a un soldado chileno que es detenido por los ruegos de una mujer para no ultimar a un camarada peruano herido.

Para una cabal comprensión del Derecho internacional humanitario (DIH) es necesaria una visión retrospectiva de su gestación y de sus fuentes. 
Mientras en la Antigüedad la vida de los prisioneros de guerra pertenecía al vencedor: 1 , en la Edad Media se comenzó a respetar sus vidas, aunque no siempre. Henry Sumner sostiene que, por ejemplo, los soldados que eran capturados con ballestas, eran pasados por las armas tras la batalla porque los efectos de sus armas eran considerados casi diabólicos, tanto, que el II Concilio de Letrán prohibió el uso de la ballesta contra cristianos.: 139–141 
Durante la época precolombina, los enemigos capturados eran víctima de sacrificios humanos para apaciguar a los dioses. Igualmente, los españoles no respetaban la vida de los indígenas. 
En las guerras de independencias de las colonias españolas también se aplicó la pena de muerte para todo el que se opusiera o se hubiese opuesto a la fracción vencedora. Existieron la guerra a muerte (Venezuela) con su decreto de Guerra a Muerte, también en Chile la guerra a Muerte (Chile) y en Perú, ya tras la independencia, en la guerra entre Salaverry y Santa Cruz se decretó el 8 de julio de 1835 por parte del presidente del Perú que: «Se declara la guerra a muerte al ejército boliviano que ha invadido el Perú y a cuantos le auxilien en la inicua empresa de conquistarlo».

## Capítulos y aspectos del derecho
En la práctica el DIH es el contrapeso de la necesidad militar e impone a esta última la proporcionalidad (derecho) de los medios y la distinción (derecho) en los objetivos de un ataque. 
El DIH es más bien reciente; pero tiene una larga historia tras de sí,: 15  y puede ser visto en diferentes categorías que han sido creadas ya sea a través de publicaciones académicas o por la práctica internacional.

### Declaración de Bruselas de 1874

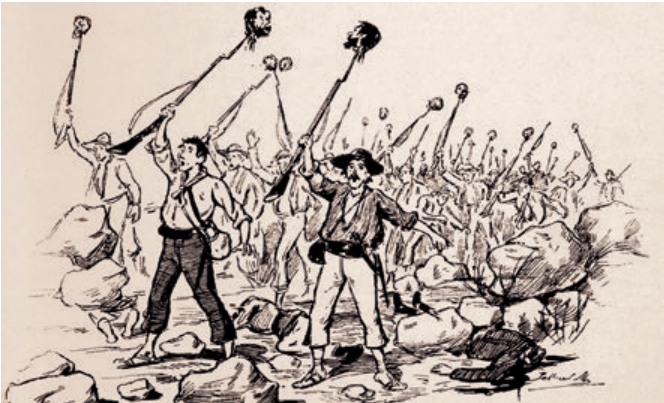
En un grabado de 1903, civiles peruanos celebran el degollamiento de soldados chilenos durante la Campaña de la Breña. La participación de civiles significaba para Perú la defensa de su territorio invadido, para Chile una violación de las leyes de la guerra: Perfidia.